# Tesla Semi
Le Tesla Semi est un camion électrique tracteur de semi-remorque (principe du véhicule articulé) présenté le 16 novembre 2017 et Pepsi a reçu en octobre 2022 les premiers exemplaires afin de les tester sur le terrain. Début 2025 moins de cent auraient été livrés.
Sur le marché américain, ce camion entre dans la catégorie de classe 8 correspondant à des véhicules de plus de 15 tonnes et d'au moins trois essieux.
Le constructeur annonce que le camion aurait une autonomie de 805 km avec une charge complète de ses accumulateurs, et qu'il pourrait parcourir 644 km après une charge de 30 min qui lui donnerait 80 % de sa charge totale lorsqu'il serait connecté à une station de recharge à énergie solaire Tesla Megachargeur. Elon Musk, PDG de Tesla, a déclaré que la version de base du Semi serait livrée, comme tous les autres véhicules Tesla, avec l’Autopilot, qui permettra une conduite semi-autonome sur les autoroutes.

## Histoire

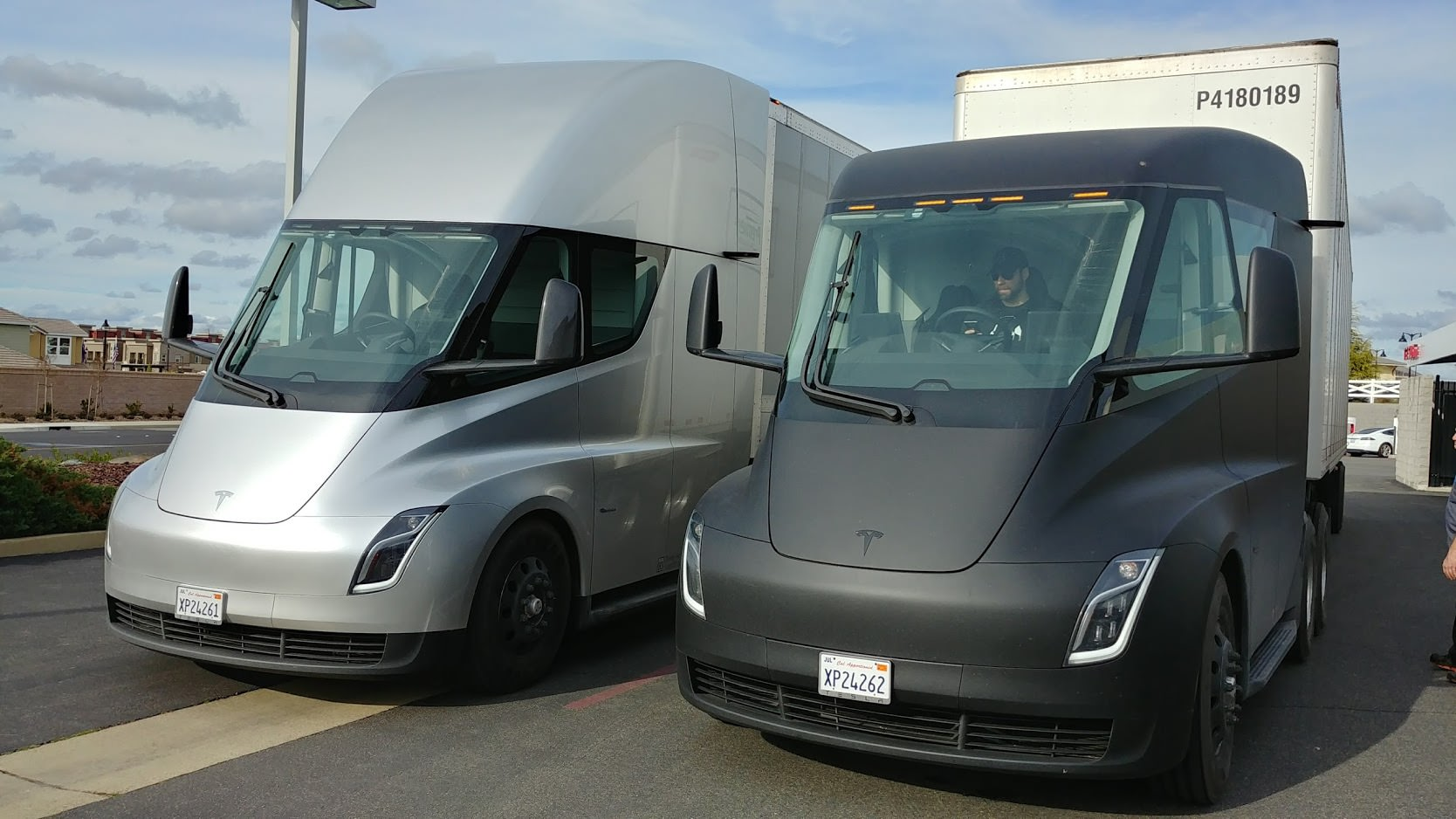
Deux prototypes de Tesla Semi à Rocklin, en Californie.

### Prémices
Le Semi a été mentionné pour la première fois dans le plan directeur de Tesla en 2016. Tesla a déclaré à l'époque avoir un prototype fonctionnel qui utilise plusieurs moteurs électriques de la Tesla Model 3. À partir d'avril 2017, Jérôme Guillen, vice-président des programmes pour véhicules chez Tesla, dirigeait le programme Tesla Semi. Il avait configuré la ligne de production du Model S et a été responsable du moteur Diesel du Cascadia classe 8 semi-remorque de Freightliner,.
Le Semi a été dévoilé lors d'une conférence de presse tenue le 16 novembre 2017, au cours de laquelle Musk a fourni des détails supplémentaires sur le tracteur. Il n'a pas dévoilé le prix prévu, mais a affirmé que le semi électrique coûterait 20 cents de moins par mile (12 cents par kilomètre) par rapport à un camion Diesel. Cette prévision dépend du coût de l’électricité à l’endroit où le Semi sera rechargé. Par exemple, le coût élevé de l'électricité en Californie pourrait éliminer ces avantages de coûts d'exploitation.
Le 24 novembre 2017, Musk a déclaré que le prix prévu des versions de production standard pour les modèles avec une autonomie de 480 et 800 kilomètres coûterait respectivement 150 000 et 180 000 $US. La société prévoit également offrir une série à 200 000 $.
Le 7 mars 2018, Musk a annoncé qu'un Semi mis à l’essai avec une vraie cargaison a transporté des accumulateurs du Nevada à la Californie.
Le 24 août 2018, un prototype de Tesla Semi a voyagé seul (sans escorte ni véhicule d'accompagnement) pendant une semaine pour arriver au siège de JB Hunt, dans l'Arkansas.

### Production
La production est prévue pour 2021 par Tesla inc.,, qui doit encore réaliser des tests hivernaux et travailler sur une « norme pour la recharge des véhicules électriques lourds ». Le Semi doit en effet pouvoir charger à une puissance considérable d’1 MW pour faire le plein de ses énormes batteries en moins d’une heure.
En juillet 2020, Elon Musk annonce le choix d'Austin, capitale du Texas, pour la production du Cybertruck, du camion électrique Semi ainsi que des Model 3 et Model Y destinées aux régions de l'est et du sud du pays. Il précise plus tard que la production du Cybertruck y commencera en priorité en 2021, et que celle du Semi va également démarrer en 2021.
Le 7 octobre 2022, Elon Musk confirme que l’assemblage a effectivement démarré et que le premier client, Pepsi, commencera à recevoir sa commande de 100 unités à partir du 1er décembre 2022. Le Semi est assemblé dans le Nevada, près de la Gigafactory, à raison de cinq unités par semaine, mais Tesla prévoit d’augmenter le volume de production avec le renfort de sa Gigafactory du Texas.

### Précommandes

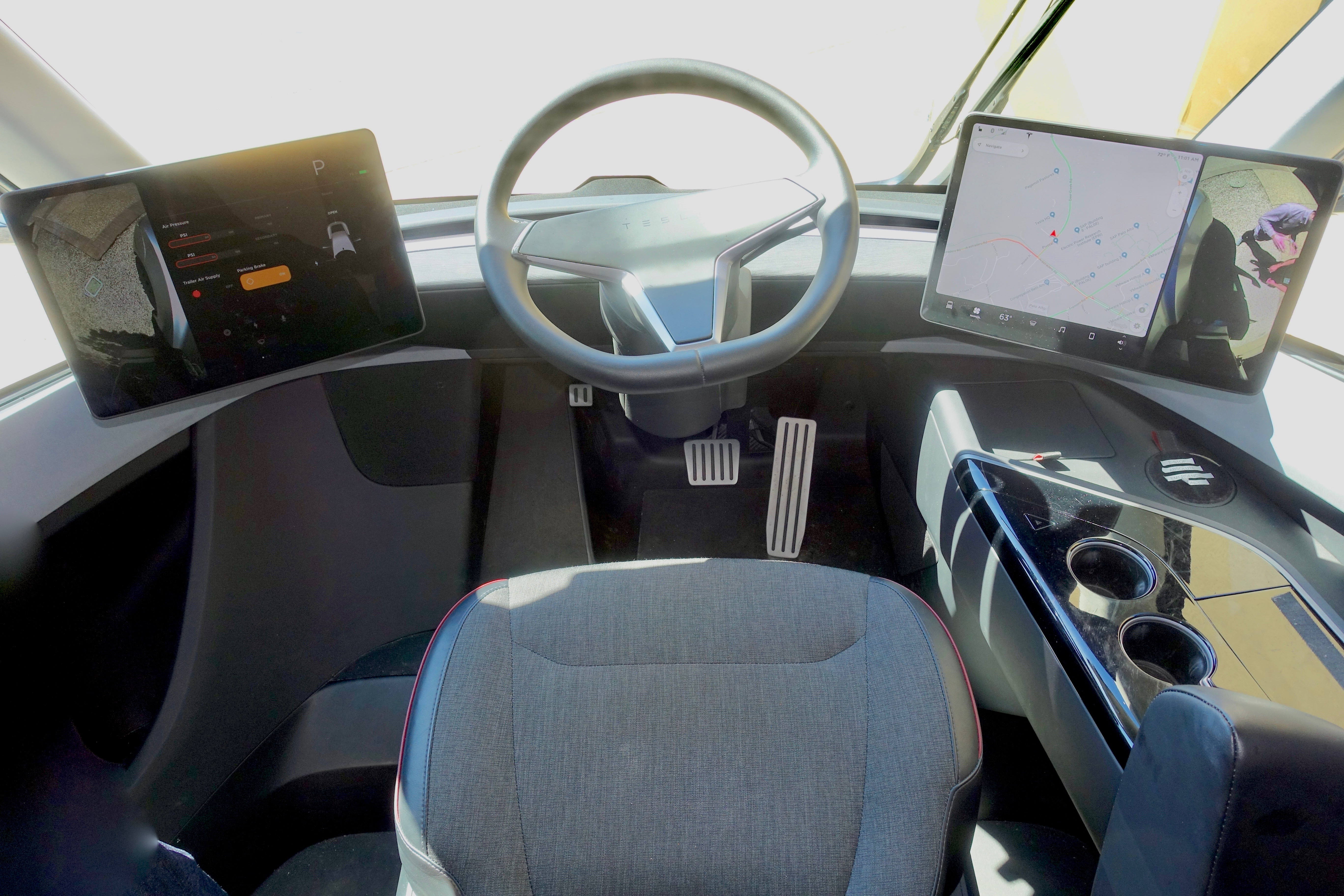
Poste de conduite du Tesla Semi

Les premières précommandes sont arrivées le jour de la conférence de presse et, à la mi-janvier, environ 450 Semis avaient été précommandés,,,. Le montant du dépôt initialement requis avec une commande était de 5 000 $, il a été augmenté à 20 000 $ après l’évènement de novembre. Lors de l'annonce des résultats du premier trimestre de 2018, Musk a déclaré qu'il y avait environ 2 000 précommandes de Semi.
En janvier 2020, les précommandes atteignent un total de plusieurs milliers d’exemplaires de la part d'une vingtaine de grandes sociétés comme UPS, DHL, Walmart et Pepsi.
Les premiers exemplaires sont livrés à la fin de l'année 2022.
| Acheteur              | Quantité |
| --------------------- | -------- |
| Anheuser-Busch        | 40       |
| Bee'ah                | 50       |
| DHL Supply Chain      | 10       |
| FedEx                 | 20       |
| Loblaw Companies      | 25       |
| PepsiCo               | 100      |
| Sysco                 | 50       |
| United Parcel Service | 125      |
| Walmart               | 45       |

## Caractéristiques techniques

### Prototype et plans de novembre 2017
En novembre 2017, Musk a annoncé que le Semi serait alimenté par quatre moteurs électriques du même type que ceux utilisés dans la Tesla Model 3. Deux configurations d'accumulateurs offriront 483 et 805 km d'autonomie (à pleine charge) ont été prévus. Les accumulateurs seront situés sous le plancher de la cabine, entre les roues arrière et les roues avant. À vide, le Tesla Semi longue distance aurait une autonomie de 997 km. Tesla a déclaré que le Semi ferait le 0–100 en 5 secondes, à vide, et à pleine charge en 20 secondes. Le Semi serait capable de maintenir une vitesse de 100 km/h sur une pente de 5 % et la société offrirait une garantie de 1,6 million de km et assure que l'entretien sera plus simple qu’un camion Diesel.
Dans le prototype présenté en novembre, le siège du conducteur était situé au centre de la cabine. Il y avait un siège amovible pour un passager supplémentaire et il n'y avait pas d'aire de repos. Il y avait des écrans tactiles de chaque côté du volant et aucun autre tableau de bord. Musk a déclaré que le pare-brise serait anti-déflagrant.
Tesla a déclaré que le Semi serait équipé d'un pilotage automatique amélioré en tant qu'équipement standard qui fournirait une conduite semi-autonome. Utilisant plus de radar et de caméras que les voitures Tesla, le système permettrait au camion de rester dans sa voie et à une distance sécuritaire des autres véhicules sur une autoroute. Il aurait un freinage d'urgence et avertirait le conducteur des dangers potentiels à proximité du véhicule. Tesla a également déclaré qu'une nouvelle technologie dotée d'ESP permettrait de détecter et d'empêcher la mise en portefeuille du véhicule. Musk a déclaré que le système permettrait éventuellement à plusieurs unités de fonctionner dans un convoi basé sur un pilotage automatique, où seul le premier camion aurait un chauffeur, ce qui constituerait une alternative moins coûteuse au transport ferroviaire. À l'époque, la conduite en peloton routier n'est légal que dans huit États et tous nécessitaient un conducteur humain dans chaque camion. Des modifications législatives seraient donc nécessaires pour réaliser la vision de Musk. Les médias ont signalé l'absence de spécifications concernant le poids du véhicule, car la charge utile est limitée par les lois gouvernementales en ce qui a trait au poids des peloton routiers,.
En novembre 2017, Tesla a annoncé son intention d'utiliser le Semi pour transporter des marchandises entre Gigafactory 1 et l'usine de Fremont,.

### Caractéristiques définitives
Contrairement à ce qui avait été annoncé en 2017, le Semi dispose de trois moteurs électriques (un au niveau de l'essieu arrière, deux au niveau de l'essieu avant). Ceux-ci sont issus de la Model S Plaid.
Avec une charge complète d'un peu plus de 37 tonnes, le véhicule, dont la puissance exacte n'est pas connue, est capable de réaliser le 0 à 100 km/h en 20 secondes (5 secondes à vide). Par ailleurs, le Semi dispose d'une autonomie pouvant atteindre 500 miles, soit 804 km. Avec les « mégachargeurs » de Tesla, le véhicule peut récupérer 80 % d'autonomie en 30 minutes, soit jusqu'à 563 km.

## Mégacharger Tesla
Lors de la conférence de presse de novembre 2017, Musk a également annoncé que la société serait impliquée dans l'installation d'un réseau mondial de « mégachargeurs » fonctionnant à l'énergie solaire,. Pour ce faire, la puissance de charge devra être supérieure à un mégawatt.

## Analyse par une tierce partie
Un analyste du groupe Jefferies a exprimé son scepticisme sur certaines des revendications de Tesla car la société n’avait pas déterminé la longévité des batteries. Des précisions sur cet aspect et sur le coût de remplacement de la batterie sont essentielles pour calculer le coût de possession à long terme.
Certains experts de l'industrie considèrent que le fret lourd n'est pas pratique pour les camions à batterie en raison de son coût et de son poids,. Un vice-président senior de Daseke Inc., une grande entreprise de camionnage, a déclaré que le rayon d'action limité limitait leur probabilité d'utiliser le Semi jusqu'à ce que l'infrastructure nécessaire soit mise en place.
Un rapport de Bloomberg LP a montré que, compte tenu de la technologie de batterie disponible en novembre 2017, les estimations de Tesla concernant les temps de charge, l'autonomie par charge et les coûts n'étaient pas réalistes suggérant que Tesla pariait peut-être sur l'augmentation de la densité de la batterie dans le couple à venir d’années pour atteindre ses objectifs déclarés.
En réponse à la description faite par Musk du travail de Tesla sur « un semi-remorque longue distance » lors d'un exposé en avril 2017, des chercheurs du Carnegie Mellon College of Engineering ont estimé la charge et la portée d'un camion électrique avec les technologies de la batterie connues à ce moment-là et ont publié leurs travaux en juin 2017. Ils ont déterminé qu'un semi électrique pourrait être réalisable pour le transport à courte ou moyenne distance, mais pas pour le transport à longue distance, car le poids des batteries requises occuperait une part trop importante du poids autorisé par la loi. Une estimation pour le poids de la batterie, à 11,8 tonnes, est estimé et représente un tiers de la charge utile, et augmenterait le coût du camion à environ le double de celui d'un diesel équivalent.

## Concurrence
À compter de novembre 2017, les entreprises développant déjà leurs propres camions électriques comprennent les sociétés BYD, Cummins, Daimler AG, Einride, Kenworth, Nikola Motor, Proterra, Inc., Thor Trucks, Toyota, Uber, Renault Trucks et Volkswagen,.